# Leon Vliex
Leon Vliex (Heerlen, 1968) is een hedendaagse Nederlandse componist, musicoloog, uitgever en dirigent.

## Levensloop
Vliex stamt uit een muzikaal gezin. Zijn opa en vader waren dirigent. Op 7-jarige leeftijd volgde hij lessen in muziektheorie, dwarsfluit, zang en piano aan de Muziekschool Heerlen. Later voltooide hij nog een studie voor het assistent dirigentschap. Hij was lid van diverse harmonieën en fanfares. In 1987 begon hij de studie Muziekwetenschappen aan de Universiteit Utrecht. In 1993 heeft hij deze studie succesvol afgerond met als doctorale scriptie De Verzuiling en Ontzuiling van de Amateur Blaasmuziek. Tegelijkertijd studeerde hij bij Gerrit Fokkema aan het Hilversums Conservatorium HaFaBra-directie. Deze studie heeft hij in 1992 succesvol afgerond.
Tijdens zijn studie is hij begonnen met componeren. Met zijn werk Composition VIII behaalde hij een 1e prijs in de hoogste afdeling bij een internationale compositiewedstrijd in Trento, Italië. Ook tijdens het Wereld-Muziek-Concours te Kerkrade en de kampioenschappen van de landelijke federaties op het gebied van de blaasmuziek werden verschillende werken van hem uitgevoerd. Intussen krijgt hij regelmatig opdrachten voor nieuwe werken voor harmonie en fanfare. Daarnaast geeft hij regelmatig workshops aan orkesten waarbij hij zijn eigen werk toelicht.
Sinds 2011 leidt hij samen met zijn zwager Peter Rietveld de muziekuitgeverij Bronsheim Music. De uitgeverij is een familiebedrijf opgericht in 1987. Hij is daarmee de tweede generatie die actief is in het bedrijf. De uitgeverij richt zich op het uitgeven van bladmuziek voor blaasorkesten (harmonie, fanfare en brassband). Het fanfareorkest, een typisch Nederlandse orkestvorm, heeft daarbij speciale aandacht. Daarnaast wil Bronsheim Music een podium bieden aan jonge componisten en arrangeurs en deze daarin begeleiden.
Als dirigent is Leon sinds december 1993 verbonden aan de Muziekvereniging Constantia uit Werkhoven. Hij is eveneens dirigent van fanfare Oefening Baart Kunst uit Brakel, fanfare Excelsior uit IJsselstein, fanfare Caecilia uit Schalkwijk en het NS Orkest uit Utrecht. Daarnaast wordt hij regelmatig gevraagd als jurylid voor o.a. festivals en compositiewedstrijden.

## Composities

### Werken voor harmonie, fanfare en brassband
- 1991 Fiesta en El Pueblo, voor harmonie en fanfare.
- 1994 Goodnight Sarajevo, voor harmonie en fanfare.
- 1994 La Primavera, voor fanfare.
- 1995 Composition VIII, voor harmonie en fanfare.
- 1996 Imperial Crown, mars voor harmonie en fanfare.
- 1996 A Northern Celebration, voor fanfare.
- 1996 Tintagel Castle, voor harmonie fanfare.
- 1997 Flying in a Balloon, voor harmonie en fanfare.
- 1997 Hey Woody, gimme a beat, voor harmonie en fanfare.
- 1997 L'Histoire d'Ell, voor fanfare.
- 1997 Twister, voor harmonie en fanfare.
- 1998 Agora Festa, voor fanfare.
- 1998 Ferdividaasje, voor harmonie en fanfare.
- 1998 It libben is Bjusterbaarlik, voor harmonie.
- 1999 Inventions for Brass and Percussion, voor brassband.
- 1999 Post Fata Viresco, voor harmonie.
- 2000 The Eagles of Snowdon, voor harmonie en fanfare.
- 2000 A Radio Symphonette, voor fanfare.
- 2000 Post Fata Viresco, voor harmonie.
- 2001 Carpe Diem, voor fanfare.
- 2001 La Guerre Oublieé, voor fanfare.
- 2001 Potter Point, voor harmonie en fanfare.
- 2002 La Strada Romana, voor harmonie.
- 2002 De Helde van Velde, voor fanfare.
- 2003 Unita Per Sempre, mars, (in opdracht van Fanfare de Eendracht Baarlo).
- 2003 Tales from the Fens, voor fanfare.
- 2003 Ossensia, voor fanfare (Opdracht van het Museum Jan Cunen en de fanfare Hartog uit Oss).
- 2004 Points, voor brassband (geïnspireerd door het gelijknamige werk uit 1935 van de Russische schilder Wassily Kandinsky) (Opdracht van de gemeente en provincie Groningen)
- 2004 St.-Maxime, voor harmonie, fanfare en brassband ( Geschreven in opdracht van Harmonie St. Caecilia te Geulle).
- 2005 Concerto for Brassband and Organ, voor orgel en brassband.
- 2006 Song of Resignation, voor fanfare.
- 2006 Eligius, voor fanfare.
- 2006 Collage, voor fanfare.
- 2006 Colonia Refecta, voor harmonie.
- 2007 Un Amico della Musica, voor fanfare.
- 2007 Fulco de Minstreel, voor fanfare.
- 2007 Dorp aan de Rivier, voor fanfare.
- 2007 El Artiste Saxofonico, solo voor altsax en harmonie of fanfare.
- 2008 Jubile d'Argent, voor fanfare.
- 2008 Waar de Kromme Rijn meandert, voor fanfare.
- 2009 Persistence, voor fanfare.
- 2009 Riviera dei Fiori, voor harmonie, fanfare en brassband.
- 2009 Village on the River, voor harmonie.
- 2009 The Flibbertigibbet, voor brassband.
- 2010 No Journey's Ending, voor fanfare, strijkkwartet en gemengd koor.
- 2010 Ronde Tafel Mars, voor fanfare.
- 2011 The Unexpected Gift, voor harmonie en fanfare.
- 2011 The Oyen Side, voor harmonie, fanfare en brassband.
- 2012 Rubia, voor fanfare.
- 2013 Irene, voor fanfare.
- 2013 Highlights from a Long Escape, voor fanfare.
- 2013 Exmoor Impressions, voor fanfare.
- 2014 Hymn for Mandela, voor harmonie, fanfare en brassband.
- 2015 Mijnmars 2015, voor harmonie en fanfare.
- 2015 Dartmoor Pictures, voor fanfare.
- 2017 The Wagon Trail, voor harmonie, fanfare en brassband.
- 2018 Forces of the Sea, voor harmonie en fanfare, in opdracht van Harmonievereniging Nut & Uitspanning Zonnemaire, t.g.v. 65-jarige herdenking Watersnoodramp.
- 2018 Sesimbra, voor harmonie en fanfare.
- 2018 Elementa, voor harmonie, fanfare en brassband, in opdracht van Jeugdfanfare Altena (JA).
- 2019 SDG Centennial March, voor harmonie, in opdracht van harmonie SDG uit Alkmaar.
- 2019 Cornelius Saga, voor harmonie, in opdracht van harmonie Excelsior uit Limmen
- 2019 De Leeuwenkuil, voor fanfare, in opdracht van Muziekvereniging Concordia Bergschenhoek.
- 2020 Paean Pastorale, voor fanfare, in opdracht van Christelijke Muziekvereniging Crescendo Zuid-Beijerland.
- 2020 A New Day, voor harmonie, fanfare en brassband.
- 2020 Rumble in the City, voor brass en percussie, in opdracht van Musidesk.
- 2021 Viva Caecilia, voor fanfare, in opdracht van Muziekvereniging Caecilia uit Schalkwijk.
- 2021 Mister O.G., voor harmonie, fanfare en brassband, in opdracht van Fanfarekorps Ons Genoegen uit Wijdenes.
- 2021 Village in the City, voor harmonie, in opdracht van Harmoniecorps Tuindorp uit Amsterdam.
- 2022 Un Rêve, voor harmonie en fanfare.
- 2022 A Musing Village, voor harmonie, in opdracht van muziekvereniging Excelsior Warnsveld.

### Arrangementen voor harmonie, fanfare en brassband
- 1992 Memoria Eterna from Symphony Nr. 11 (Shostakovich), voor harmonie.
- 2004 O mio Babbino caro, solo voor zang of instrument en harmonie, fanfare en brassband.
- 2013 Birds, voor harmonie en fanfare.
- 2014 Calm after the Storm, voor harmonie en fanfare.
- 2015 Anouk in Concert, voor harmonie en fanfare.
- 2015 Far Away from Home, voor harmonie en fanfare.
- 2016 Slow Down, voor harmonie en fanfare.
- 2017 X Men: Apocalypse - End Titles, voor harmonie en fanfare.
- 2019 Arcade, voor harmonie, fanfare en brassband.
- 2021 Voilà, voor harmonie en fanfare.

### Kamermuziek
- 1991 Variationen fur Flöte und Klavier, solo voor dwarsfluit en piano.
- 1996 Introduction, Choral and Finale, voor zes bugels (bugelchoir).
- 1997 Elegy for the People, solo voor bugel.
- Four Inventions, voor bugel en blazerskwartet (fluit, hobo, klarinet, fagot)
- 2020 El Artiste Saxofonico, solo voor altsaxofoon en piano.